# Zierenberg

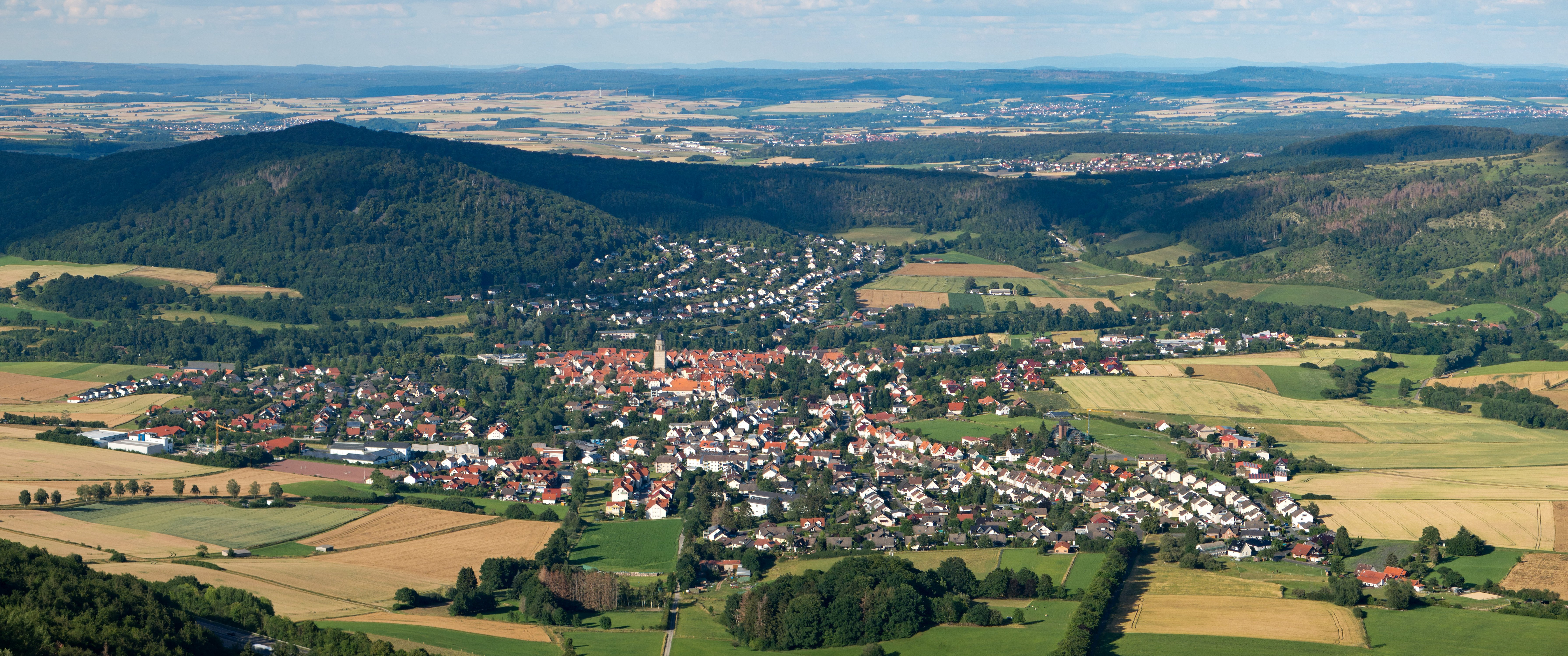
Blick vom Aussichtsturm auf dem Großen Bärenberg auf Zierenberg

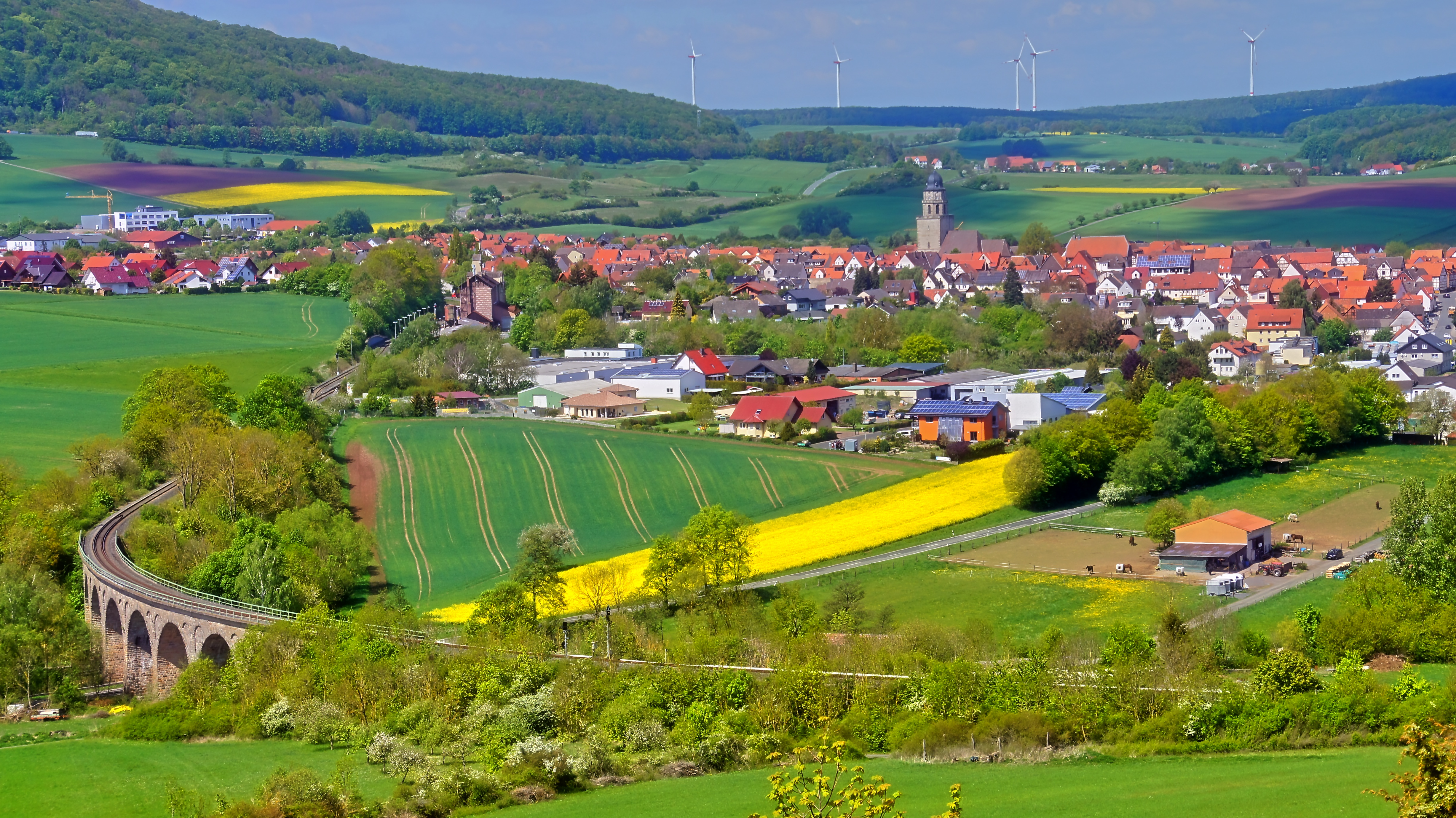
Blick vom Jägerpfad auf Zierenberg

Zierenberg ist eine Kleinstadt im nordhessischen Landkreis Kassel. Die Stadt ist ein staatlich anerkannter Erholungsort.

## Geographie

### Lage
Zierenberg liegt im Habichtswälder Bergland im Naturpark Habichtswald. In diesem Bergland befindet sich die Kernstadt auf etwa 242 (an der Untermühle) bis 345 m ü. NHN (am Hang des Großen Schreckenbergs) im Zierenberger Grund, dem von der Warme durchflossenen Talabschnitt zwischen Hohem Dörnberg (578,7 m) im Südosten und Großem Bärenberg (600,7 m) im Südwesten. Nordwestlich schließt sich, auch als Teil des Berglandes, der Malsburger Wald an.

### Nachbargemeinden
Zierenberg grenzt im Norden an die Gemeinde Breuna, im Osten an die Gemeinden Calden, Ahnatal und Habichtswald sowie im Südwesten und Westen an die Stadt Wolfhagen (alle im Landkreis Kassel). Wenige Kilometer südsüdwestlich der Kernstadt liegt eine durch einen nur wenige hundert Meter breiten und an die Stadt Wolfhagen grenzenden Ausläufer der Gemeinde Habichtswald vom Hauptteil des Zierenberger Gebiets getrennte Stadtgebiet-Exklave mit den beiden Stadtteilen Burghasungen und Oelshausen. Dieses Gebiet ist im Nordosten und Osten von der Gemeinde Habichtswald, im Süden von der Gemeinde Schauenburg und im Westen und Nordwesten von der Stadt Wolfhagen umgeben (alle im Landkreis Kassel).

### Stadtgliederung
Zur Stadt gehören neben der Kernstadt Zierenberg die Stadtteile Burghasungen, Escheberg, Hohenborn, Laar mit Rangen, Oberelsungen und Oelshausen. Zudem gehören der Weiler Friedrichsaue sowie die nebeneinander liegenden Weiler Heilerbach und Friedrichstein zu Zierenberg.
Einwohnerzahlen am 31. Dezember 2015:

## Geschichte

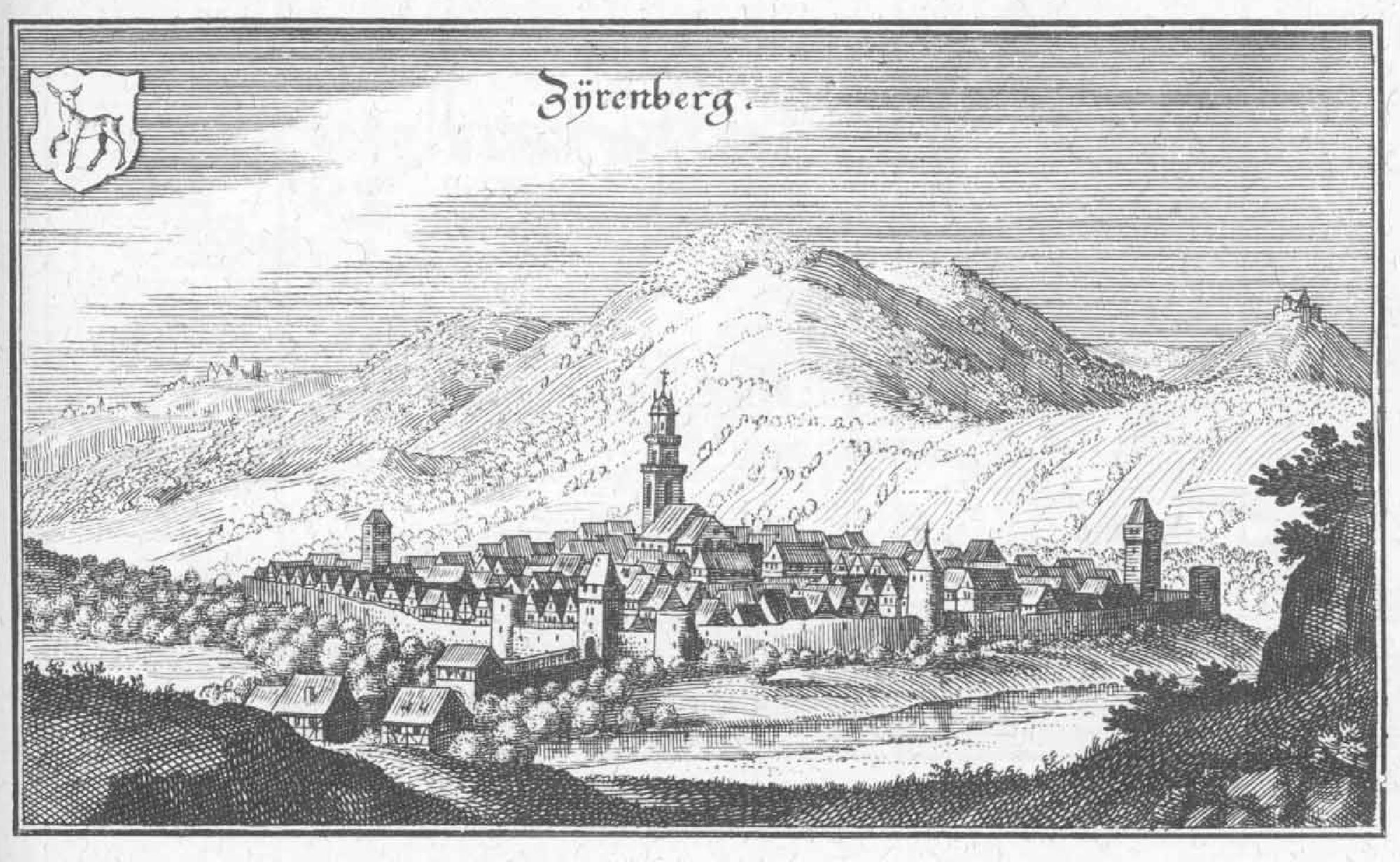
Matthäus Merian: Zyrenberg 1655, Stich aus der Topographia Hassiae

Zierenberg wurde im späten 13. Jahrhundert gegründet und diente dem hessischen Landgrafen Heinrich I. zur Sicherung seiner Herrschaft im oberen Warmetal. Die älteste bekannte schriftliche Erwähnung von Zierenberg erfolgte unter dem Namen Thirberg bzw. Thirberch im Jahr 1298.
Im Jahre 1293 wurde mit dem Bau der Kirche begonnen. 1298 erhielt Zierenberg die Stadtrechte und man begann mit dem Bau städtischer Wehranlagen wie der Stadtmauer und weit vorgelagerten Warten wie der Zierenberger Warte und der Ehlener Warte. Das von Heinrich Brant um 1450 errichtete Rathaus ist das älteste datierte gotische Fachwerkhaus in Hessen. Das Schloss Escheberg wird seit seinem Bau um 1530 von Angehörigen der Familie von der Malsburg bewohnt. Zierenberg war Verwaltungssitz des landgräflich-hessischen Amts Zierenberg und während der Zeit des napoleonischen Königreichs Westphalen (1807–1813) des Kantons Zierenberg. In Kurhessen bestand das Justizamt Zierenberg und ab 1866 das preußische Amtsgericht Zierenberg.
Im Zuge der Gebietsreform in Hessen wurde zum 1. Dezember 1970 die bis dahin selbständige Gemeinde Laar auf freiwilliger Basis eingegliedert. Am 31. Dezember 1970 schlossen sich Escheberg und Hohenborn der Stadt Zierenberg an. Burghasungen, Oberelsungen und Oelshausen folgten am 1. Februar 1971. Für alle nach Zierenberg eingegliederten Gemeinden wurden Ortsbezirke mit Ortsbeirat und Ortsvorsteher nach der Hessischen Gemeindeordnung gebildet.
Die folgende Liste zeigt die Staaten und Verwaltungseinheiten, denen Zierenberg angehörte:
- vor 1567: Heiliges Römisches Reich, Landgrafschaft Hessen, Amt Zierenberg
- ab 1567: Heiliges Römisches Reich, Landgrafschaft Hessen-Kassel, Amt Zierenberg
- ab 1806: Landgrafschaft Hessen-Kassel, Amt Zierenberg
- 1807–1813: Königreich Westphalen, Departement der Fulda, Distrikt Kassel, Kanton Zierenberg
- ab 1815: Kurfürstentum Hessen, Amt Zierenberg[11]
- ab 1821: Kurfürstentum Hessen, Provinz Niederhessen, Kreis Wolfhagen[Anm. 1]
- ab 1848: Kurfürstentum Hessen, Bezirk Kassel
- ab 1851: Kurfürstentum Hessen, Provinz Niederhessen, Kreis Wolfhagen
- ab 1867: Königreich Preußen, Provinz Hessen-Nassau, Regierungsbezirk Kassel, Kreis Wolfhagen
- ab 1871: Deutsches Reich, Königreich Preußen, Provinz Hessen-Nassau, Regierungsbezirk Kassel, Kreis Wolfhagen
- ab 1918: Deutsches Reich, Freistaat Preußen, Provinz Hessen-Nassau, Regierungsbezirk Kassel, Kreis Wolfhagen
- ab 1944: Deutsches Reich, Freistaat Preußen, Provinz Kurhessen, Landkreis Wolfhagen
- ab 1945: Amerikanische Besatzungszone, Groß-Hessen, Regierungsbezirk Kassel, Landkreis Wolfhagen
- ab 1946: Amerikanische Besatzungszone, Hessen, Regierungsbezirk Kassel, Landkreis Wolfhagen
- ab 1949: Bundesrepublik Deutschland, Hessen, Regierungsbezirk Kassel, Landkreis Wolfhagen
- ab 1972: Bundesrepublik Deutschland, Hessen, Regierungsbezirk Kassel, Landkreis Kassel

## Bevölkerung

### Einwohnerstruktur 2011
Nach den Erhebungen des Zensus 2011 lebten am Stichtag, dem 9. Mai 2011, in Zierenberg 6595 Einwohner. Darunter waren 136 (2,1 %) Ausländer, von denen 63 aus dem EU-Ausland, 42 aus anderen europäischen Ländern und 34 aus anderen Staaten kamen. (Bis zum Jahr 2019 erhöhte sich die Ausländerquote auf 5,4 %.) Nach dem Lebensalter waren 1071 Einwohner unter 18 Jahren, 1499 zwischen 18 und 49, 1488 zwischen 50 und 64 und 1536 Einwohner waren älter. Die Einwohner lebten in 2901 Haushalten. Davon waren 831 Singlehaushalte, 834 Paare ohne Kinder und 942 Paare mit Kindern, sowie 252 Alleinerziehende und 39 Wohngemeinschaften. In 606 Haushalten lebten ausschließlich Senioren/-innen und in 1902 Haushaltungen leben keine Senioren/-innen.

### Einwohnerentwicklung
Quelle: Historisches Ortslexikon
- 1585: 221 Haushaltungen
- 1747: 176 Haushaltungen

| Zierenberg: Einwohnerzahlen von 1834 bis 2022 | Zierenberg: Einwohnerzahlen von 1834 bis 2022 | Zierenberg: Einwohnerzahlen von 1834 bis 2022 | Zierenberg: Einwohnerzahlen von 1834 bis 2022 | Zierenberg: Einwohnerzahlen von 1834 bis 2022 |
| --- | --------------------------------------------- | --------------------------------------------- | --------------------------------------------- | --------------------------------------------- |
| Jahr |                                               |                                               |                                               | Einwohner                                     |
| 1834 | 1834                                          |                                               | 1.558                                         | 1.558                                         |
| 1840 | 1840                                          |                                               | 1.634                                         | 1.634                                         |
| 1846 | 1846                                          |                                               | 1.757                                         | 1.757                                         |
| 1852 | 1852                                          |                                               | 1.770                                         | 1.770                                         |
| 1858 | 1858                                          |                                               | 1.763                                         | 1.763                                         |
| 1864 | 1864                                          |                                               | 1.763                                         | 1.763                                         |
| 1871 | 1871                                          |                                               | 1.601                                         | 1.601                                         |
| 1875 | 1875                                          |                                               | 1.534                                         | 1.534                                         |
| 1885 | 1885                                          |                                               | 1.576                                         | 1.576                                         |
| 1895 | 1895                                          |                                               | 1.693                                         | 1.693                                         |
| 1905 | 1905                                          |                                               | 1.490                                         | 1.490                                         |
| 1910 | 1910                                          |                                               | 1.535                                         | 1.535                                         |
| 1925 | 1925                                          |                                               | 1.815                                         | 1.815                                         |
| 1939 | 1939                                          |                                               | 1.734                                         | 1.734                                         |
| 1946 | 1946                                          |                                               | 2.920                                         | 2.920                                         |
| 1950 | 1950                                          |                                               | 2.862                                         | 2.862                                         |
| 1956 | 1956                                          |                                               | 2.465                                         | 2.465                                         |
| 1961 | 1961                                          |                                               | 2.545                                         | 2.545                                         |
| 1967 | 1967                                          |                                               | 3.205                                         | 3.205                                         |
| 1973 | 1973                                          |                                               | 5.855                                         | 5.855                                         |
| 1975 | 1975                                          |                                               | 6.004                                         | 6.004                                         |
| 1980 | 1980                                          |                                               | 6.462                                         | 6.462                                         |
| 1985 | 1985                                          |                                               | 6.603                                         | 6.603                                         |
| 1990 | 1990                                          |                                               | 6.535                                         | 6.535                                         |
| 1995 | 1995                                          |                                               | 6.783                                         | 6.783                                         |
| 2000 | 2000                                          |                                               | 6.888                                         | 6.888                                         |
| 2005 | 2005                                          |                                               | 6.822                                         | 6.822                                         |
| 2010 | 2010                                          |                                               | 6.651                                         | 6.651                                         |
| 2011 | 2011                                          |                                               | 6.595                                         | 6.595                                         |
| 2015 | 2015                                          |                                               | 6.568                                         | 6.568                                         |
| 2020 | 2020                                          |                                               | 6.547                                         | 6.547                                         |
| 2021 | 2021                                          |                                               | 6.555                                         | 6.555                                         |
| 2022 | 2022                                          |                                               | 6.604                                         | 6.604                                         |
| Datenquelle: Historisches Gemeindeverzeichnis für Hessen: Die Bevölkerung der Gemeinden 1834 bis 1967. Wiesbaden: Hessisches Statistisches Landesamt, 1968. Weitere Quellen: LAGIS; Hessisches Statistisches Informationssystem; Zensus 2011 Ab 1971 einschließlich der im Zuge der Gebietsreform in Hessen eingegliederten Orte; Stadt Zierenberg |                                               |                                               |                                               |                                               |

### Religionszugehörigkeit
| Quelle: Historisches Ortslexikon |                                                                                                |
| • 1834:                          | 1375 evangelische (= 92,41 %), 7 katholische (= 0,47 %), 106 jüdische (= 7,12 %) Einwohner     |
| • 1961:                          | 2273 evangelische (= 89,31 %), 206 katholische (= 8,09 %) Einwohner                            |
| • 1987:                          | 5125 evangelische (= 79,64 %), 735 katholische (= 11,42 %), 575 sonstige (= 8,9 %) Einwohner   |
| • 2011:                          | 4424 evangelische (= 67,08 %), 634 katholische (= 9,31 %), 1537 sonstige (= 23,31 %) Einwohner |

## Politik

### Stadtverordnetenversammlung
Die Kommunalwahl am 14. März 2021 lieferte folgendes Ergebnis, in Vergleich gesetzt zu früheren Kommunalwahlen:
| Stadtverordnetenversammlung – Kommunalwahlen 2021 | Stadtverordnetenversammlung – Kommunalwahlen 2021                                          |
| --- | ------------------------------------------------------------------------------------------ |
| Stimmenanteil in %Wahlbeteiligung 54,4 % 50403020100 30,2 (−14,5)20,1 (−5,8)19,9 (n. k.)13,3 (−9,3)11,7 (n. k.)4,8 (−2,1) SPDCDUZieLecUFWdGrüneFDP20162021Anmerkungen:c Zierenberger Listed Unabhängige Wählergemeinschaft | SitzverteilungInsgesamt 31 Sitze - SPD: 9 - Grüne: 4 - ZieLe: 6 - FDP: 2 - CDU: 6 - UFW: 4 |

| Parteien und Wählergemeinschaften | Parteien und Wählergemeinschaften           | % 2021 | Sitze 2021 | % 2016 | Sitze 2016 | % 2011 | Sitze 2011 | % 2006 | Sitze 2006 | % 2001 | Sitze 2001 |
| --------------------------------- | ------------------------------------------- | ------ | ---------- | ------ | ---------- | ------ | ---------- | ------ | ---------- | ------ | ---------- |
| SPD                               | Sozialdemokratische Partei Deutschlands     | 30,2   | 9          | 44,7   | 14         | 52,3   | 16         | 44,6   | 14         | 45,3   | 14         |
| CDU                               | Christlich Demokratische Union Deutschlands | 20,1   | 6          | 25,9   | 8          | 21,9   | 7          | 24,9   | 8          | 23,6   | 7          |
| ZieLe                             | Zierenberger Liste                          | 19,9   | 6          | —      | —          | —      | —          | —      | —          | —      | —          |
| UFW                               | Unabhängige Freie Wählergemeinschaft        | 13,3   | 4          | 22,6   | 7          | 21,3   | 7          | 23,1   | 7          | —      | —          |
| Grüne                             | Bündnis 90/Die Grünen                       | 11,7   | 4          | —      | —          | —      | —          | —      | —          | —      | —          |
| FDP                               | Freie Demokratische Partei                  | 4,8    | 2          | 6,9    | 2          | 4,6    | 1          | 7,4    | 2          | 7,5    | 2          |
| UWG                               | Unabhängige Wählergemeinschaft              | —      | —          | —      | —          | —      | —          | —      | —          | 16,2   | 5          |
| FWG                               | Freie Wählergemeinschaft                    | —      | —          | —      | —          | —      | —          | —      | —          | 7,5    | 3          |
| Gesamt                            | Gesamt                                      | 100 %  | 31         | 100 %  | 31         | 100 %  | 31         | 100 %  | 31         | 100 %  | 31         |
| Wahlbeteiligung                   | Wahlbeteiligung                             | 54,4 % | 54,4 %     | 53,5 % | 53,5 %     | 52,4 % | 52,4 %     | 49,9 % | 49,9 %     | 61,5 % | 61,5 %     |

### Bürgermeister und Magistrat
Nach der hessischen Kommunalverfassung wird der Bürgermeister für eine sechsjährige Amtszeit gewählt, seit dem Jahr 1993 in einer Direktwahl, und ist Vorsitzender des Magistrats, dem in der Stadt Zierenberg neben dem Bürgermeister ehrenamtlich ein Erster Stadtrat und neun weitere Stadträte angehören. Bürgermeister ist seit dem 1. Januar 2021 Rüdiger Germeroth (SPD), der in der Kommunalpolitik bis dahin Stadtverordnetenvorsteher war. Er wurde als Nachfolger von Stefan Denn (SPD), der nach zwei Amtszeiten nicht mehr kandidiert hatte, am 1. November 2020 im ersten Wahlgang bei 55,96 Prozent Wahlbeteiligung mit 74,09 Prozent der Stimmen gewählt.
Amtszeiten der Bürgermeister
- 2021–2026 Rüdiger Germeroth (SPD)[22]
- 2009–2020 Stefan Denn (SPD)[23]
- 1991–2008 Jürgen Pfütze (SPD)[26]
- 1984–1990 Horst Buchhaupt (SPD)
- 1972–1984 Georg Hildebrandt (SPD)
- 1957–1972 Rudolf Walther (SPD)
- 1948–1956 Konrad Bürgel (SPD)
- 1945–1948 Heinrich Ledderhose
- 1933–1945 Wilhelm Schäfer (NSDAP)
- 1912–1933 Wiegand Pitz
- 1880–1911 Karl Kupferschläger
- 1856–1880 Conrad Brede

Magistrat

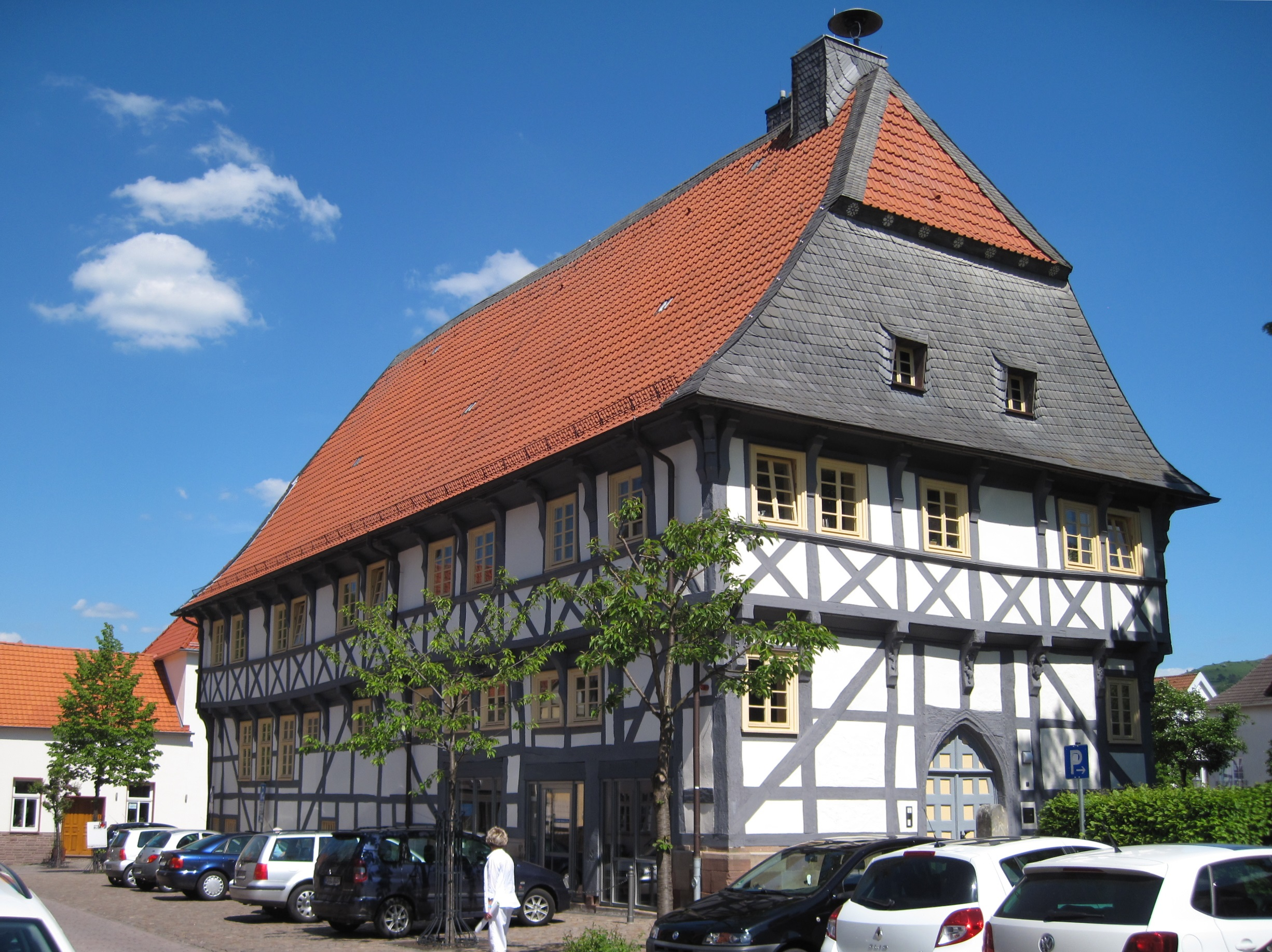
Rathaus Zierenberg (Gotisches Fachwerkhaus)

Die ehrenamtlichen Stadträte werden von der Stadtverordnetenversammlung in oder bald nach der konstituierenden Sitzung für die fünfjährige Wahlperiode, bis zur Wahl eines neuen Magistrats nach der nächsten Kommunalwahl, in den Magistrat gewählt. Für die Dauer ihrer Wahlzeit werden sie zu Ehrenbeamten ernannt und können, im Gegensatz zu hauptamtlichen Magistratsmitgliedern, nicht abgewählt werden. Die Stärke der in der Stadtverordnetenversammlung vertretenen Fraktionen spiegelt sich grundsätzlich in der Zusammensetzung des ehrenamtlichen Magistrats wider. Vertreter des Bürgermeisters ist der Erste Stadtrat.
Der Magistrat setzt sich in der laufenden Wahlperiode wie folgt zusammen:
- Bürgermeister Rüdiger Germeroth (SPD)
- Erster Stadtrat Heinz Behr (CDU)
- Stadtrat Stefan Borger (SPD)
- Stadtrat Manfred Kallenbach (SPD); seit dem 6. November 2023, für Stadtrat Peter Schäfer (SPD)
- Stadtrat Volker Schäfer (SPD)
- Stadtrat Heinrich Gerhardt (CDU)
- Stadtrat Richard Leck (ZieLe)
- Stadträtin Stefanie Sauer (ZieLe)
- Stadtrat Oliver Miklosch (UFW); seit dem 29. Januar 2024, für Stadträtin Lena Bayer (UFW)
- Stadträtin Anja Käkel (Grüne)
- Stadträtin Petra Dorr (UFW); seit dem 3. Februar 2025, nachdem Stadtrat Lutz Kuschel (FDP) am 17. Dezember 2024 zurückgetreten ist und die FDP keinen Nachfolger stellen konnte.[27]

Der Magistrat ist die Spitze der Verwaltung und wird von dieser unterstützt. Er trifft die Entscheidungen zu laufenden Verwaltungsangelegenheiten, bereitet gemeinsam mit der Verwaltung die Beschlüsse der Stadtverordnetenversammlung vor und führt diese aus. Er wirkt mit bei der Ausführung der Gesetze und Verordnungen innerhalb der Stadt, bei der Verwaltung des Vermögens, bei der Erstellung des Haushaltsplanes sowie bei der Überwachung des Kassen- und Rechnungswesens. Auch die Wahrung der Bürgerinteressen ist seine Aufgabe. Er tagt unter Vorsitz des Bürgermeisters in nicht-öffentlichen Sitzungen. An den Sitzungen der Stadtverordnetenversammlung nimmt der Magistrat ohne Stimmrecht teil.

### Wappen
| Wappen von Zierenberg | Blasonierung: „In Blau eine schreitende, widersehende, rot gezungte silberne Hirschkuh.“ |
| Wappen von Zierenberg | Wappenbegründung: Für die zwischen 1290 und 1294 gegründete Stadt ist das erste Siegel seit 1304 überliefert: die Hirschkuh als „Tier“ ist redend für die damalige Ortsnamenform „Tyrberch“; sie steht auf einem Zweiberg und äst mit rückwärts gewendetem Kopf an einem Strauch. In späteren Siegeln aus dem 14. und 17. Jahrhundert schreitet das Tier auf ebenem Boden. Ein auf 1450 datiertes Relief am Rathaus und ein Wappenstein um 1589 in der Brüstung des Umgangs des Kirchturms wiederholen das Siegelbild. Die Wappenbücher seit Siebmacher (1605) und Wessel (1621) ließen den Strauch weg und tingierten den Boden grün; in neuerer Zeit entfiel auch dieser. |

### Flagge
Die Flagge der Stadt ist Blau - Weiß gestreift.

### Partnerschaften
Die Stadt Zierenberg unterhält partnerschaftliche Beziehungen zu
- Damvillers in der Nähe von Verdun in Frankreich,
- Gattatico in der Poebene zwischen Reggio nell’Emilia und Parma in Italien und
- Ichtershausen in Thüringen.

## Kultur und Sehenswürdigkeiten

### Bauwerke

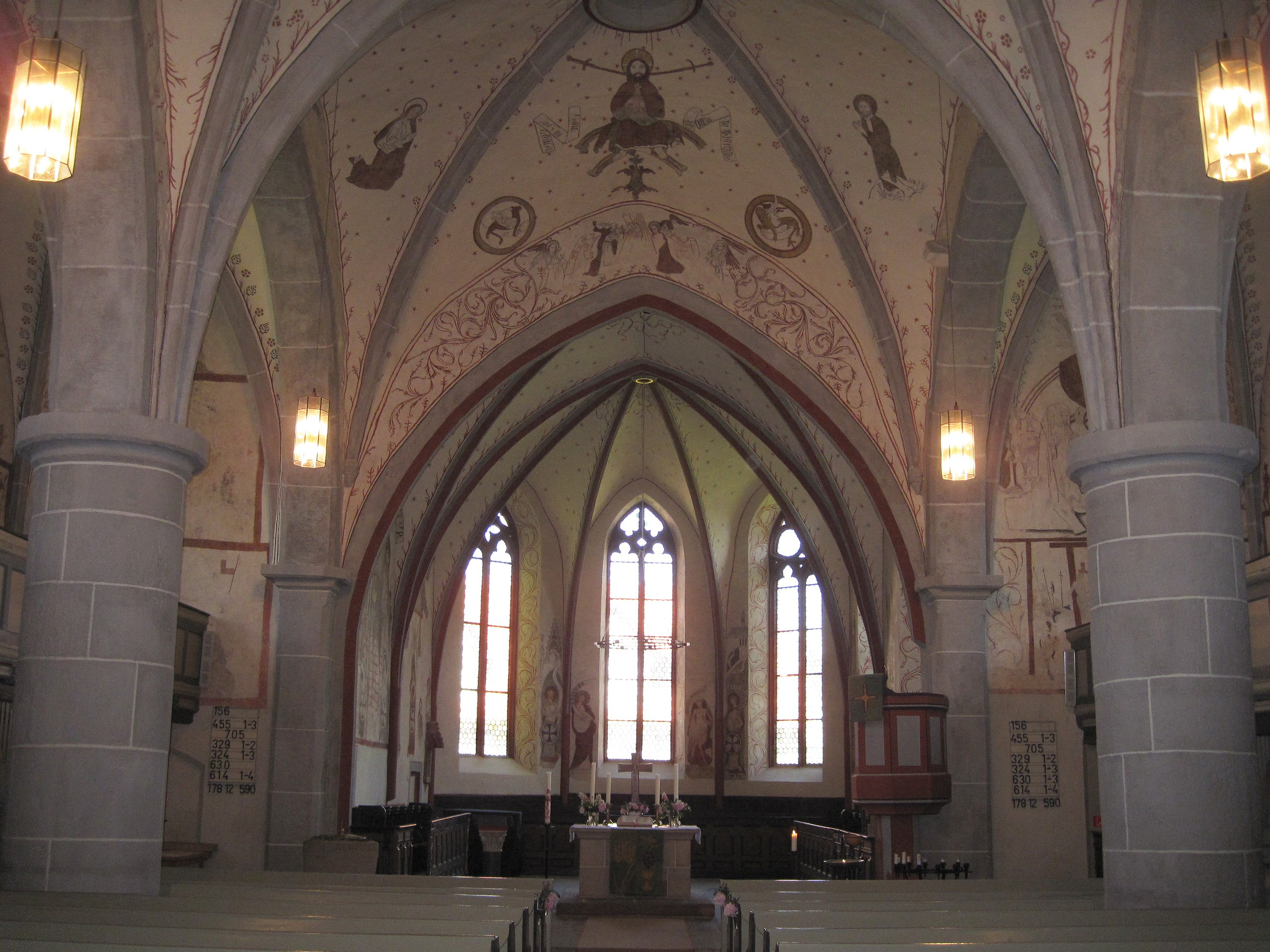
Stadtkirche Zierenberg mit Seccomalereien

Zu den Sehenswürdigkeiten von Zierenberg gehören:
- Stadtkirche Zierenberg, Baubeginn 1293, mit mittelalterlichen Kalkseccomalereien aus dem 14. und 15. Jahrhundert[30]
- Rathaus, 1450 errichtet, ältestes datiertes gotisches Fachwerkhaus in Hessen, in der Kernstadt
- Burgstall Blumenstein (Wichtelkirche), am Hohen Dörnberg
- Burgruine Falkenberg, auf dem Falkenberg
- Burgruine Großer Gudenberg, auf dem Großen Gudenberg
- Burgruine Kleiner Gudenberg, auf dem Kleinen Gudenberg
- Burgruine Malsburg, auf dem Malsberg[31]
- Burgruine Schartenberg (mit ehemaligem Groppeschloss), auf dem Schartenberg
- Chattensteine, vermutete Kultstätte der Chatten, südwestlich der Kernstadt
- Bärenbergturm, auf dem Großen Bärenberg, südwestlich der Kernstadt
- Ringwall auf dem Hohen Dörnberg, südöstlich der Kernstadt
- Kloster Hasungen, beim Stadtteil Burghasungen
- Schloss Escheberg, im Stadtteil Escheberg
- Gut und Schloss Laar, im Stadtteil Laar
- Alte Mühle Laar (mit Mühlenmuseum), im Stadtteil Laar
- Schreckenbergturm, auf dem Großen Schreckenberg
- Zierenberger Warte, nordwestlich der Kernstadt
- Jüdischer Friedhof und Gedenkstein, am Rand der Zierenberger Kernstadt an der Ehlener Straße

### Lokale Sagen

#### Die Zerstörung der Gudenburgen
Auf dem Gudenberg standen einst zwei Burgen. Die obere Burg wurde von den Groppe von Gudenberg, die untere von den Wolff von Gudenberg bewohnt. Zwischen der Frau des Groppe und Eckhard Wolff von der unteren Burg entspann sich ein Liebesverhältnis, das die Frau trotz Ermahnungen des Groppe nicht gewillt war zu beenden. Er schwor Rache. Als kurze Zeit später die Burgen von Landgraf Heinrich I. belagert wurden, sorgte, nur um seinem Nachbarn zu schaden, der Groppe dafür, dass seine eigene Burg eingenommen werden konnte. Nun war es ein Leichtes für die Truppen des Landgrafen, von dort aus auch die untere Burg zu erobern. Der Landgraf ließ beide Burgen zerstören und sie wurden nicht wieder aufgebaut.

#### Die Gründung von Zierenberg
Die Einwohner der Dörfer Rohrbach, Lutzewarthen und Hilleboltzen hatten Landgraf Heinrich bei der Einnahme der Gudenburgen geholfen. Als Dank beschenkte er sie großzügig mit Land im Umkreis des Bärenbergs und der Gudenberge. Sie verließen nun ihre Dörfer und bauten aus den Steinen der zerstörten Gudenburgen auf diesem Land die Stadt Zierenberg.

#### Das Kind von Brabant am Heiligenborn
In der Nähe des inzwischen wüsten Zierenberger Dorfes Rohrbach fließt ein kleiner Bach, der Heiligenborn heißt, weil die Rohrbacher in ihm ihre Kinder taufen ließen. Hierher verirrte sich der spätere hessische Landgraf Heinrich, genannt Kind von Brabant. Er war mit acht Jahren in das nahe Kloster Hasungen geschickt worden, wo er sich mit dem Sohn eines Köhlers angefreundet hatte. Eines Tages versuchten Heinrich und sein Freund, ein Eichhörnchen im Wald zu fangen. Dabei verloren sie sich aus den Augen und Heinrich verirrte sich im Wald. Die Suche nach dem Jungen verlief erfolglos. Früh am nächsten Morgen machte sich der Köhler mit seinem Hund auf, um auf eigene Faust zu suchen. Er fand Heinrich schließlich an einer Eiche beim Heiligenborn schlafend vor. Zum Dank holte Heinrichs Mutter Sophie von Brabant den Köhler als Stallmeister auf ihr Schloss nach Marburg.

#### Der Schatz im Krambeul
Eines Nachts, als ein Zierenberger Schäfer seine Herde am Krambeul eingepfercht hatte, fiel ihm in der Nähe ein geheimnisvolles Licht auf. Als er sich näherte, sah er eine Jungfrau, die schweigend auf eine Stelle am Boden deutete. Der Schäfer verstand sofort und begann, an der Stelle zu graben. Tatsächlich fand er einen Kessel voller Reichtümer, den er überglücklich nach Hause bringen wollte. Der Kessel war aber zu schwer, um ihn zu tragen. „Hilf Gott“ entfuhr es dem Schäfer, als er versuchte, den Kessel hochzuheben. Sofort waren alle Schätze, der Kessel, das Licht, das Loch und auch die Jungfrau verschwunden und der Schäfer stand allein in der Nacht.

#### Die Wichtelkirche
Der König der Wichtel lebte mit seinem Volk am Dörnberg. Eines Tages entdeckte er ein schönes Zierenberger Mädchen, das dort Blumen pflückte. Sofort verliebte er sich in die Schöne und bat sie, ihn zu heiraten. Da Wichtel aber Heiden sind, lehnte sie sein Angebot ab. Der Wichtelkönig versprach nun, die Ehe durch einen Priester schließen zu lassen. Nun konnte das Mädchen nicht mehr ablehnen. Der Wichtelkönig ließ nun eilig eine riesige Kirche bauen und empfing dort die Braut in der Johannisnacht zur Trauung. Diese war geblendet von der Pracht, die der König hatte auffahren lassen, gleichzeitig wurde ihr aber mulmig zumute, denn alles erschien ihr kalt und seelenlos in der Kirche. Als der Priester sie nun fragte, ob sie die Frau des Wichtelkönigs werden wolle, konnte sie nicht anders, als mit „Nein“ zu antworten. Unter Donnern und Blitzen erstarrte die Kirche zu einem Felsen, den man immer noch am Dörnberg bei Zierenberg sehen kann und der Wichtelkirche heißt.

#### Der wilde Jäger
Eines Abends wurden die Zierenberger durch lautes Tosen erschreckt. Als sie die Ursache des Lärms finden wollten, sahen sie, dass der wilde Jäger, der dazu verdammt ist, bis zum jüngsten Tag durch die Lüfte zu jagen, auf einem weißen Pferd mit über 100 kläffenden Hunden über die Stadt hinwegfegte. Als man sein weißes Pferd am nächsten Morgen an den Gudenbergen weiden sah, eilten einige Männer hinauf, um es zu fangen. Es war aber ganz plötzlich verschwunden.

#### Der Ursprung der Malsburg
Auf einem hohen Basaltkegel im Warmetal vor den Toren Zierenbergs stand einst die Malsburg, von der sich die Familie der Nachkommen der Burgherren folgende Geschichte erzählt. Ein Edelmann namens Otto hatte sich unter Karl dem Großen bei der Eroberung des Brunsbergs in Westfalen durch besonderen Mut hervorgetan. Zum Dank deutete Karl auf einen Hügel in der Ferne und erlaubte Otto, sich hier eine Burg zu bauen. Otto zog nun los, um den Berg zu besehen. Als Karl ihn später fragte, wie es auf dem Berg aussehe, zeigte ihm Otto drei weiße Blüten, die er dort von einem Dornenbusch mitgenommen hatte. Karl teilte nun Ottos Schild in zwei Hälften. Eine sollte einen Löwen tragen und die andere die drei Blüten. Das ist bis heute das Wappen der Familie von der Malsburg geblieben.

#### Die weiße Jungfrau vom Schartenberg
Ein Zierenberger Schäfer weidete einst seine Tiere am Schartenberg, als ihm eine weiße Jungfrau begegnete, die auf eine schöne Blume deutete, die der Schäfer pflückte. Sofort tat sich im Boden ein Spalt auf, in dem der Schäfer unvorstellbare Mengen an Gold fand. Gierig stopfte er sich die Taschen damit voll und raffte so viel, wie er nur tragen konnte, zusammen. Als er den Heimweg antrat, schloss sich der Berg wieder hinter ihm und all sein Gold war verschwunden, denn er hatte das Kostbarste achtlos vergessen – die schöne Blume.

#### Der Schatz der Schartenburg
In den Ruinen der Schartenburg liegt ein Schatz, den drei arme Zierenberger Männer gefunden hatten. Um ihn zu bergen, mussten sie zuerst eine Leiter bauen, mit der sie auf den Turm der Burg steigen konnten. Dort band sich einer der Männer ein Seil um den Bauch, an dem er sich in den Turm herablassen konnte. Er blickte nun in den Turm und sah ein bodenloses, dunkles Loch vor sich, das ihn mit Schrecken erfüllte. „Und sollte ich all mein Lebtage ein armer Tagelöhner bleiben, so steige ich nicht in diesen Turm“, rief er. Die drei Männer kehrten um, und der Schatz liegt noch immer im Turm.

#### Der Markt unter den Gudenbergen
Bei den Gudenbergen gibt es ein Flurstück, das „Markt“ genannt wird, denn dorthin mussten die Bauern aus Oberelsungen vor langer Zeit ihre Abgaben bringen, die dann von Leuten ihrer Grundherren, den Adligen Wolff von Gudenberg, dort abgeholt wurden.

## Verkehr

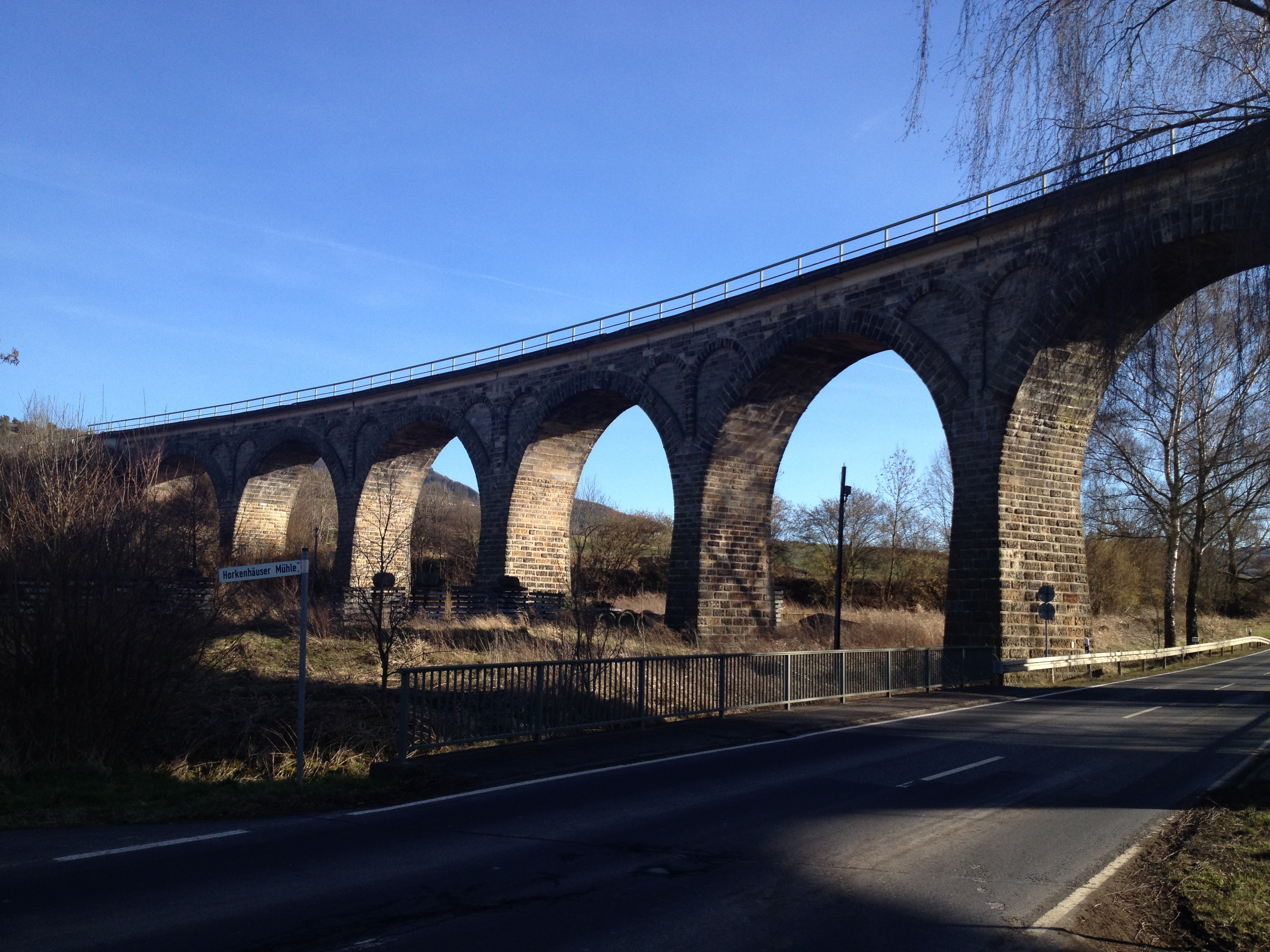
Warmetalviadukt

Zierenberg liegt an der Bahnstrecke Volkmarsen–Vellmar-Obervellmar mit dem jeweils nahen Zierenberger Tunnel und dem Warmetalviadukt (Zierenberger Viadukt). Die Bahnstrecke ist Teil des Netzes der nordhessischen RegioTram Kassel, die seit dem 10. Dezember 2006 zwischen Wolfhagen und Kassel verkehrt. Außerdem wird Zierenberg von der NVV-Linie RB4 bedient.
| Linie | Verlauf | Takt                                           | Betreiber              |
| ----- | --- | ---------------------------------------------- | ---------------------- |
| RB4   | Korbach Hbf – Twiste – Mengeringhausen – Bad Arolsen – Külte-Wetterburg – Volkmarsen – Ehringen – Wolfhagen – Zierenberg – Ahnatal-Weimar – Vellmar-Obervellmar – Kassel-Wilhelmshöhe Stand: Fahrplanwechsel Dezember 2021 | 60 min                                         | DB Kurhessenbahn       |
| RT4   | Wolfhagen – Altenhasungen – Oberelsungen – Zierenberg-Rosental – Zierenberg – Fürstenwald – Ahnatal-Weimar – Ahnatal-Heckershausen – Ahnatal-Casselbreite – Vellmar-Obervellmar – Vellmar-Osterberg/EKZ – Kassel Jungfernkopf – Kassel-Harleshausen – Kassel-Kirchditmold – Kassel Hbf (tief) – Scheidemannplatz – Wilhelmsstraße/Stadtmuseum – Rathaus/Fünffensterstraße – Rathaus – Friedrichsplatz – Königsplatz – Am Stern – Holländischer Platz/Universität – Halitplatz – Hauptfriedhof – Wiener Straße – Holländische Straße Stand: Fahrplanwechsel Dezember 2021 | 60 min 30 min (Zierenberg–Holl. Str. werktags) | RegioTram Gesellschaft |

Des Weiteren verläuft durch die Zierenberger Gemarkung die Bundesautobahn 44 (Dortmund–Kassel), die über die Anschlussstelle Zierenberg an der Bundesstraße 251 beim Stadtteil Burghasungen zu erreichen ist.
Das Segelfluggelände Zierenberg auf dem Dörnberg liegt etwa 2,5 km östlich des Zentrums auf dem Hohen Dörnberg.

## Persönlichkeiten
- Heiliger Heimerad († 1019 auf dem Burghasunger Berg), Priester und Wanderprediger
- Heinrich Brant, gotischer Baumeister
- Conrad Döhne (1782–1825), Stadtschreiber, Bürgermeister und Politiker
- Ernst Friedrich Georg Otto von der Malsburg (1786–1824), Schriftsteller, Dichter und Gesandter, gestorben auf Schloss Escheberg
- Karl Groß (1812–1892), Jurist und Landrat
- Karl Heinrich Hünersdorf (1817–1897), deutscher liberaler Kommunalpolitiker
- Hans von der Malsburg (1831–1908), Vizemarschall der althessischen Ritterschaft, Mitglied des Provinziallandtages und des preußischen Herrenhauses
- Wolfgang Voß (* 1949), Politiker (CDU), Finanzminister des Freistaats Thüringen vom Dezember 2010 bis Dezember 2014
- Tim Welker (* 1993), Fußballspieler

siehe auch:
- Kasseler Filmkollektiv, Film-Künstlervereinigung
- Rudi Walther (1928–2010), Bürgermeister von Zierenberg und langjähriger SPD-Bundestagsabgeordneter